# 米山莲江

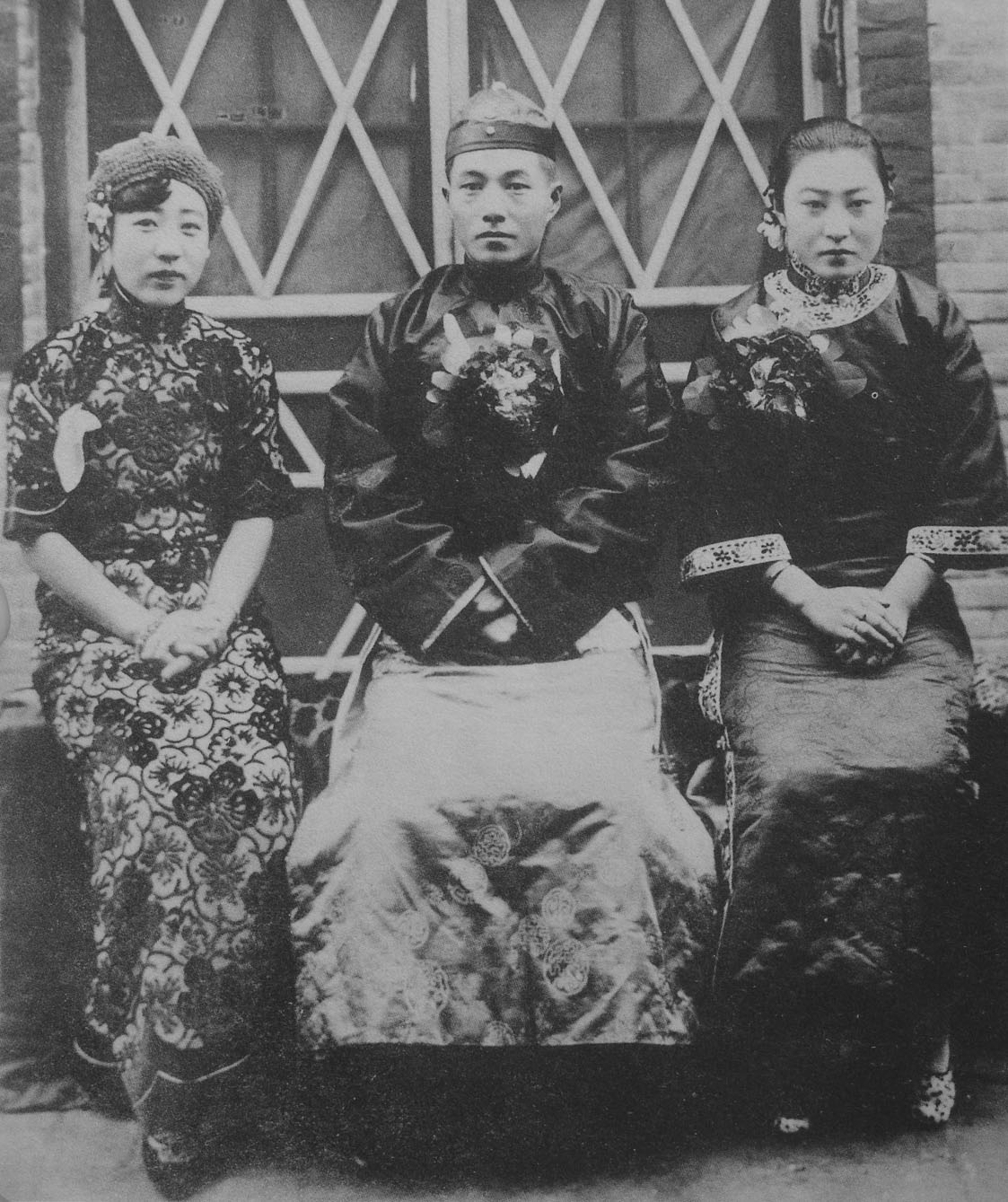
1933年11月18日，川岛芳子（左）, 正珠尔扎布（中）和米山莲江（右）合影

米山莲江（？—1933年11月），女，日本岐阜县人，正珠尔扎布的妻子。

## 生平
米山莲江很年轻时，便到满洲国四平街的一家日本料亭（妓馆）“松屋”担任艺者（妓女），艺名“松千代”。当时，正珠尔扎布等人每天下班就打棒球，星期日或假日还远赴四平街参加比赛，在四平街常去“松屋”吃午饭。米山莲江很喜欢棒球，每次正珠尔扎布等人到四平街参加比赛时就去观看，由此同正珠尔扎布日渐熟悉。
1932年，米山莲江同正珠尔扎布在满洲国新京（今长春）结婚。此后，正珠尔扎布的生活习惯和衣食住等方面更加日本化。不久，米山莲江于1933年11月因脚气冲心而在大连病逝。此后，正珠尔扎布十分悲痛，三年没有续弦。